# Cerithiopsidella antefilosa
Cerithiopsidella antefilosa is een slakkensoort uit de familie van de Cerithiopsidae. De wetenschappelijke naam van de soort is voor het eerst geldig gepubliceerd in 1911 door Bartsch.